# Riccardo Cassin

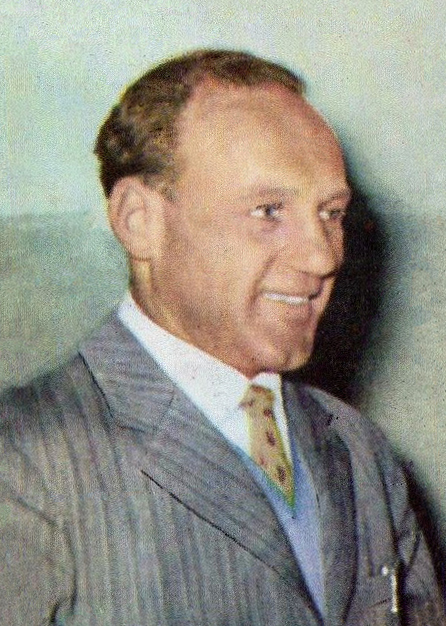
Riccardo Cassin

Riccardo Cassin (San Vito al Tagliamento, 2 januari 1909 – 6 augustus 2009) was een Italiaanse bergklimmer die in de jaren 30 van de twintigste eeuw grote bekendheid verwierf met zijn eerste beklimmingen van de noordwanden van de Cima Ovest (Drei Zinnen) in 1935, de Torre Trieste in 1934, de noordoostwand van de Piz Badile in 1937 en als bekroning de Walkerpijler op de Grandes Jorasses, die hij op 6 augustus 1938 beklom samen met Luigi Esposito en Ugo Tozzini.
Op het hoogtepunt van zijn carrière was Cassin de beste Italiaanse alpinist en zonder twijfel samen met Walter Bonatti een van de bekendste. Hij werd door Mussolini gevierd en uitgeroepen tot held van de natie en hij sprak zich in de jaren voor de Tweede Wereldoorlog lovend uit over het fascistisch regime. Aan het einde van de oorlog vervoegde hij wel het antifascistisch verzet.
Na de oorlog werd Cassin enkele keren gevraagd tot het leiden van grotere expedities naar Alaska en de Karakoram.  Met een eerste beklimming van de zuidwand van de Denali in Alaska in juli 1961.
In 1987 beklom de toen 78-jarige Cassin opnieuw de noordoostwand van "zijn" Piz Badile, om de 50-jarige herdenking van de eerste beklimming hiervan te vieren.